# 喉入口

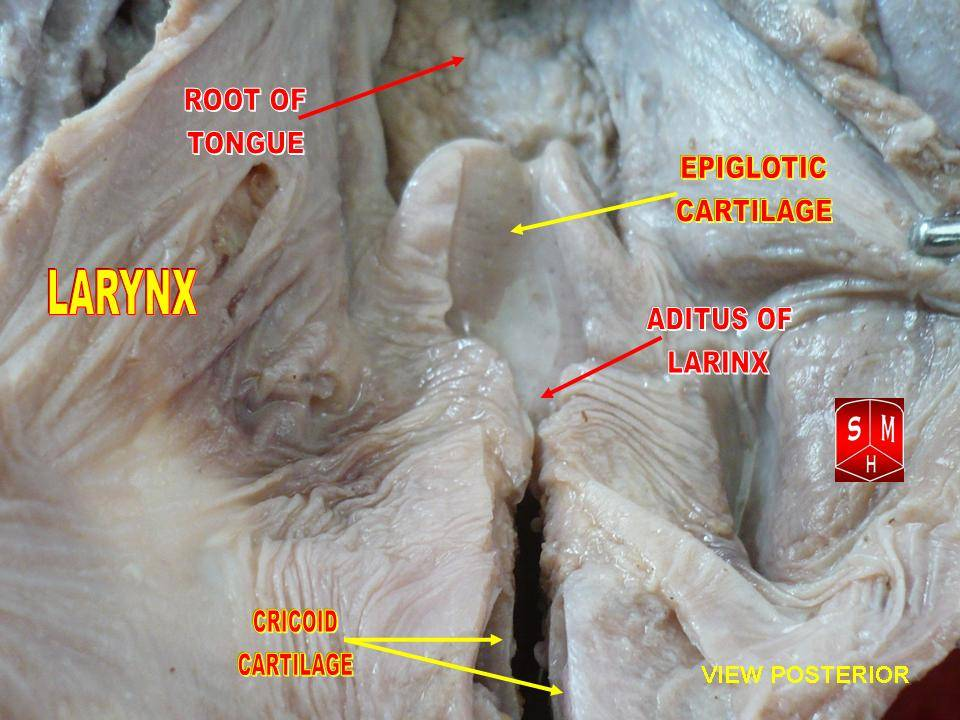
喉部入口

喉入口（laryngeal inlet、laryngeal aditus、laryngeal aperture）是連接咽部及喉部的開口處。

## 邊界
其邊界由以下三方形成：
- 会厌的自由彎曲邊緣，位於前方。
- 杓狀軟骨、小角軟骨，以及杓狀軟骨間襞（英语：Interarytenoid fold）(杓間襞)，位於後方。
- 杓狀會厭襞，位於側面。

## 附加圖片

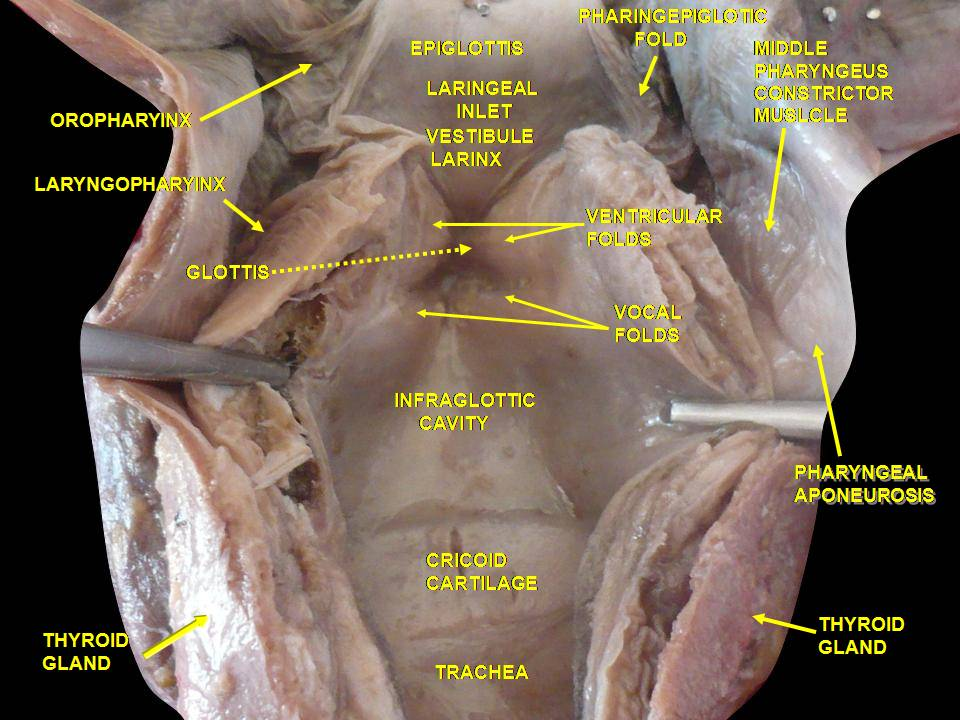
喉部，咽部和舌頭的深層解剖、後視圖。
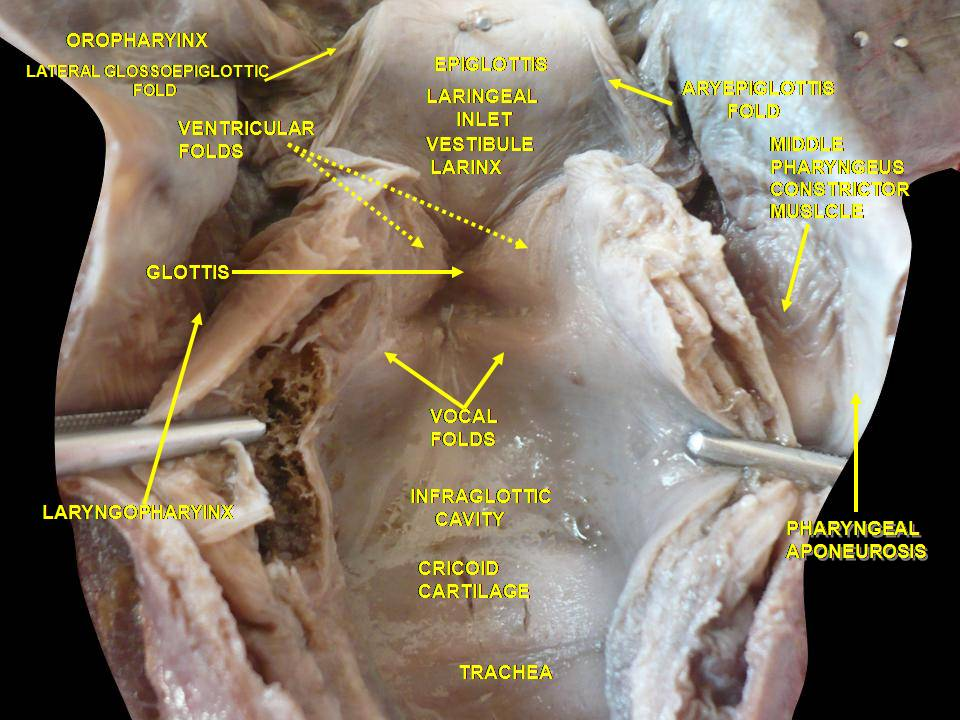
喉部，咽部和舌頭的深層解剖、後視圖。

## 外部連接
- 圖譜：rsa4p1 at the University of Michigan Health System - (listed as 'Inlet of the larynx')